# تشاسکی، استان کویافسکو-پومورسکی
ترزاسکی، استان کویاویان پومرانیان (به لاتین: Trzaski, Kuyavian-Pomeranian Voivodeship) یک روستا در لهستان است که در استان کویافسکو-پومورسکی واقع شده‌است.